# Mestre dels soldats
Mestre dels soldats (magister militum, magister armorum, equitum et peditum utriusque militias, o abreujat Magister armorum) va ser el nom de dos oficials instituïts per Constantí I el Gran encarregats de dirigir els exèrcits imperials, un al front de la cavalleria i l'altre de la infanteria.
Amb les divisions de l'Imperi el seu nombre es va incrementar i cada part disposava dels dos oficials. Al segle v hi havia dos mestres dels soldats a la cort de l'Imperi Romà d'Orient, que seguien dirigint la cavalleria i la infanteria, i tres més per les províncies. En canvi a Occident només n'hi havia dos a la cort i un a la Gàl·lia. Sota Justinià I es van crear dos mestres dels soldats més: un per Armènia i un pel Pont.